# Federazione pallavolistica della Spagna
La Federazione spagnola di pallavolo (spa. Real Federación Española de Voleibol, RFEVB) è un'organizzazione fondata formalmente come Federación Española de Voleibol il 26 gennaio 1960, anche se attiva come divisione della Federazione cestistica della Spagna già dal 1950, per governare la pratica della pallavolo, ed in seguito anche del beach volley, in Spagna.
Organizza il campionato maschile e femminile, e pone sotto la propria egida la nazionale maschile e femminile. Organizza inoltre il campionato spagnolo di beach volley.
Ha aderito alla FIVB nel 1953.